# Norvellina seminudus
Norvellina seminudus är en insektsart som beskrevs av Thomas Say 1830. Norvellina seminudus ingår i släktet Norvellina och familjen dvärgstritar. Inga underarter finns listade i Catalogue of Life.